# John Patitucci
John Patitucci (Brooklyn, 22 dicembre 1959) è un bassista e contrabbassista statunitense con origini nel comune calabrese di Torano Castello.
Patitucci ha vinto molti sondaggi indetti da riviste specializzate per le capacità e lo stile che caratterizzano il suo approccio con lo strumento. È risultato tra l'altro "migliore bassista jazz" in un sondaggio dei lettori indetto dalla rivista Guitar Player Magazine nel 1992, 1994 e nel 1995 e "miglior bassista jazz" in quello della rivista Bass Player nel 1993, 1994, 1995 e 1996. Ha insegnato musica e composizione in molti seminari e scuole di musica in tutto il mondo ed è stato direttore artistico della Bass Collective, una scuola per bassisti di New York. John è anche regolarmente coinvolto con il Thelonius Monk Institute of Jazz e ha insegnato nel programma Betty Carter Jazz Ahead a Washington nel 2000.
Come strumentista Patitucci ha suonato in tutto il mondo con grandi esponenti della musica come Victor Feldman, Chick Corea, Herbie Hancock, Wayne Shorter, Stan Getz, Wynton Marsalis, Joshua Redman, Michael Brecker, Randy Brecker, Freddie Hubbard, Tony Williams, Hubert Laws, Mulgrew Miller, James Williams, Horacio "El Negro" Hernandez e svariati altri. Alcuni artisti pop e brasiliani con i quali ha suonato includono Sting, Aaron Neville, Natalie Cole, Carole King, Milton Nascimento, Astrud e João Gilberto, Airto Moreira e Flora Purim, Ivan Lins, João Bosco e Dori Caymmi.
Patitucci ha anche lavorato con compositori di colonne sonore come Jerry Goldsmith, Ry Cooder, James Newton Howard, Dave Grusin, Henry Mancini, John Williams, Mark Isham, Michel Columbier, Carter Burwell e Howard Shore.

## Biografia
Nato nel 1959 a Brooklyn, New York, da una famiglia di origine calabrese, John Patitucci ha cominciato a suonare il basso elettrico, incoraggiato dal fratello maggiore, all'età di 10 anni; a 12 anni ha iniziato a comporre e a esibirsi. A 15 anni si è interessato al basso acustico, a 16 al piano.
I suoi gusti eclettici lo hanno indotto ad esplorare tutti i generi, sia come strumentista che come compositore: dalla musica soul e rock verso il blues, il jazz e la musica classica.
John ha studiato contrabbasso alla San Francisco State University e alla Long Beach State University. Nel 1980, ha continuato la sua carriera a Los Angeles come musicista in studio ed artista jazz.
Nel 1983 partecipa all'album-capolavoro del Victor Feldman Trio "To Chopin With Love". Con lui, alla ritmica, il batterista Trevor Feldman.
La sua collaborazione con Chick Corea, iniziata nel 1985, gli ha fatto guadagnare una certa fama in tutto il pianeta e lo ha messo in prima linea nel mondo del jazz. Le sue molte registrazioni con la Chick Corea's Elektric Band and Akoustic Band, le sue sei registrazioni da solista per GRP Records e le sue registrazioni successive gli hanno portato a guadagnare due Grammy Awards (uno per la musica ed uno per la composizione) e oltre quindici nomination ai Grammy. In più, con la sua prima registrazione da solista, John Patitucci è salito in cima alle classifiche jazz. Si è occupato anche di organizzare e produrre i propri dischi come pure quelli di altri artisti.
Nel 1994 è stato incaricato di scrivere un brano per un'orchestra di bassi a 6 corde per l'orchestra da camera "Suono e Oltre" di Pescara. Il brano, intitolato Theme and Variation for Six Strings Bass and Strings, è stato poi inserito nell'album Line by Line del 2006. Con John come solista, il brano è stato eseguito nel marzo 1995 in Italia ed nell'agosto 1995 a Tokyo, in Giappone, dalla nuova Orchestra Filarmonica del Giappone. John inoltre è stato incaricato di scrivere un brano per il quartetto Turtle Island String Quartet, un gruppo versato sia alla musica jazz sia a quella classica.
Da quando si è trasferito nei pressi di New York, nel 1996, John ha continuato a lavorare sia con il suo gruppo sia in molte altre collaborazioni. Ha fatto il giro del mondo con il suo progetto chiamato "John Patitucci Quartet".
Nel 1996 ha firmato con la Concord Jazz ed ha pubblicato cinque dischi con la loro etichetta: One More Angel, Now, Imprint, Communion and Songs, Stories and Spirituals. Le due registrazioni più recenti sono state nominate per il Grammy Awards nella categoria "composizione".
Nel 1998 John entra a far una parte del Roy Haynes Trio con Danilo Pérez al piano. Questo trio ha registrato un album applaudito dalla critica con la Verve Records ed ha partecipato con esso ad una tournée per il mondo.
Nel 1999 è stato il bassista jazz designato per il convegno della Turtle Island String Quartet.
Nel 2000 John ha iniziato a lavorare di nuovo con Wayne Shorter, partecipando a tournée per il mondo con un nuovo quartetto composto da Danilo Pérez al piano e Brian Blade alla batteria. Questo gruppo ha registrato dal vivo Footprints Live, risultato della loro tournée estiva mondiale del 2001, che ha ricevuto una nomination al Grammy.

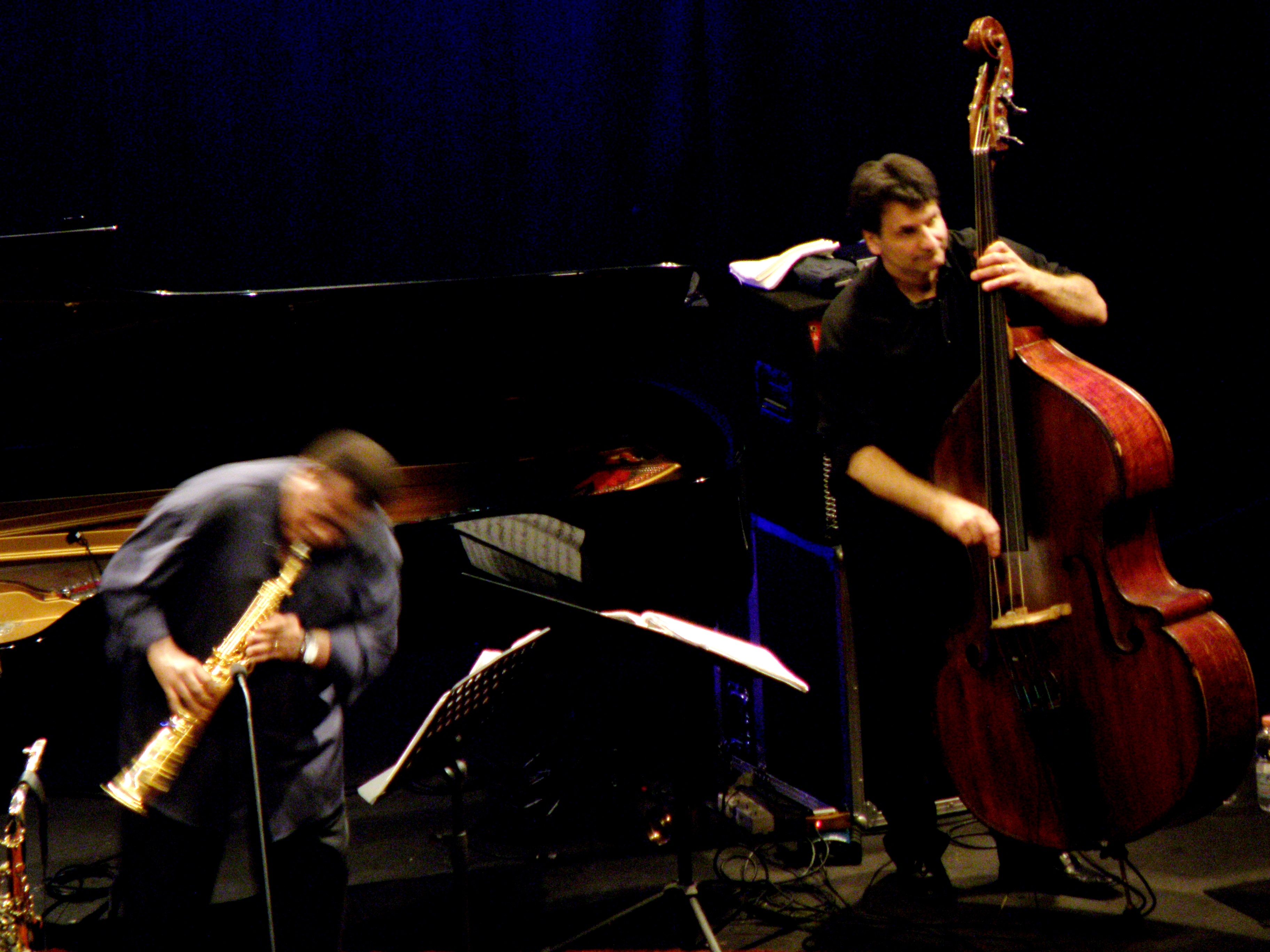
John Patitucci e Wayne Shorter con il Wayne Shorter quartet al Teatro degli Arcimboldi, 2010

Nell'autunno 2001 John ha fatto un giro negli Stati Uniti come membro di un quintetto di star chiamato Directions in Music condotto da Herbie Hancock composto da Michael Brecker, Roy Hargrove e Brian Blade. Successivamente è stato pubblicato un CD dal vivo intitolato Live a Massey Hall che è stato vincitore di un Grammy Award.
Nel 2002 John ha iniziato ad insegnare al City College di New York succedendo a Ron Carter dopo il suo pensionamento dalle sue funzioni di insegnante.
In seguito, nel 2003, ha realizzato una registrazione, stavolta in studio, intitolata Alegria, con la quale ha vinto un Grammy. Sempre nel 2003 John ha partecipato ad un progetto commissionato da parte di quartetto di strumenti a corde chiamato Elements entitle Snapshots.
La sua composizione per il quartetto a corde è stata eseguita nella Merkin Hall accanto alle opere di compositori come John Corigliano e David Del Tredici. Nello stesso anno è stato nominato professore associato di "studi di jazz" al City College.
Nel gennaio 2004 il Wayne Shorter Quartet ha suonato con l'orchestra di Lione a Parigi sotto la direzione del talentuoso David Robertson (nuovo direttore musicale dell'orchestra sinfonica di St. Louis) per una settimana di concerti in varie formazioni. Il quartetto ha poi partecipato ad una esibizione con l'orchestra radiofonica della BBC a Londra.
Altri punti culminanti del 2004 comprendono la registrazione con il leggendario pianista Hank Jones, un tour estivo in Europa con Chick Corea, la partecipazione alla registrazione di Wide Angles con il vincitore del Grammy Michael Brecker, l'esecuzione con il pianista Kenny Barron all'Orchestra Hall di Detroit, la partecipazione alla realizzazione della colonna sonora del remake del film "The Manchurian Candidate" con Denzel Washington, l'esecuzione del "Mendelssohn Sextet" e di un "Concerto brandeburghese" di Bach in un concerto di musica da camera al Concordia College dove suona il violista Lawrence Dutton dell'Emerson, String Quartet, la partecipazione ad una tournée con il proprio gruppo e numerose lezioni ai seminari. Inoltre nel 2004 John ha registrato l'ultimo progetto di Herbie Hancock ed ha eseguito concerti con il John Scofield Trio e la Roy Haynes Birds Of a Feather con Kenny Garrett e Nicholas Payton.
Nel 2005 John ha registrato e/o suonato con Jack DeJohnette, Danilo Pérez, Kenny Barron, oltre che con Hank Jones e Steve Khan. Al concerto di musica da camera del Concordia College, John ha suonato in anteprima un brano per viola e piano scritto per il suo amico Larry Dutton intitolato Gardens and Pools, un lavoro su commissione ispirato dai dipinti dell'artista Sedar Arat.
John inoltre ha eseguito una registrazione con il suo amico Jeremy McCoy, assistente bassista principale della Metropolitan Opera Orchestra, intitolata Dialogues Con the Double Bass per la Bridge Records.
Ha registrato con Jeremy, in questo disco, due parti originali e il Duetto numero 3 di Bottesini per due bassi.
Durante quest'anno John ha continuato ad essere impegnato con il Wayne Shorter Quartet, che si è esibito al Carnegie Hall come componente del festival di jazz JVC ed ha pubblicato una nuova registrazione intitolata Beyond the Sound Barrier.
John inoltre ha realizzato delle tournée con il suo trio di chitarra che comprende il chitarrista Adam Rogers e una serie di artisti alla batteria tra cui Brian Blade, Clarence Penn e Nasheet Waits.
Nel 2006 partecipa all'album drum "n" voice 2 di Billy Cobham album prodotto in Italia da Lino Nicolosi e Pino Nicolosi / Nicolosi productions
Dopo aver esplorato diversi stili di composizione nei vari dischi in cui ha partecipato, Patitucci ha continuato e continua ancora a comporre per molti media musicali.

### Vita privata
John attualmente risiede a New York con la moglie Sachi, che è violoncellista, e le loro figlie.

## Discografia

### Da solista
- 1987 - John Patitucci
- 1989 - On the Corner
- 1990 - Sketchbook
- 1992 - Heart of the Bass
- 1993 - Another World
- 1995 - Mistura Fina
- 1997 - One More Angel
- 1998 - Now
- 2000 - Imprint
- 2001 - Communion
- 2003 - Songs, Stories & Spirituals
- 2006 - Line by Line
- 2009 - Remembrance
- 2012 - Back to the Chicken Shack
- 2015 - Brooklyn

### Con la Chick Corea Elektric Band
- 1986 - Chick Corea Elektric Band
- 1987 - Light Years
- 1988 - Eye of the Beholder
- 1990 - Inside Out
- 1991 - Beneath the Mask
- 2004 - To the Stars

### Con la Chick Corea Akoustic Band
- 1989 - Chick Corea Akoustic Band
- 1991 - Alive
- 2000 - Live from Blue Note Tokyo

### Ospite
Con Karrin Allyson
- 2001 - Ballads: Remembering John Coltrane
- 2015 - Many a New Day: Karrin Allyson Sings Rodgers & Hammerstein (Motéma)

Con David Benoit
- 1987 - Freedom at Midnight
- 1989 - Waiting for Spring
- 1992 - Letter to Evan

Con Cheryl Bentyne
- 1992 - Something Cool
- 2003 - Talk of the Town

Con Alessandro Bertozzi
- 2013 - Crystals

Con Al Di Meola
- 1998 - The Infinite Desire
- 2000 - The Grande Passion
- 2006 - Consequence of Chaos

Con Victor Feldman
- 1983 - To Chopin Con Love
- 1987 - Rio Nights

Con Dave Grusin
- 1991 - The Gershwin Connection
- 1992 - GRP All-Star Big Band
- 1993 - Dave Grusin Presents GRP All-Star Big Band Live!
- 1993 - Homage to Duke
- 1994 - All Blues
- 1997 - West Side Story

Con Chuck Loeb
- 1998 - The Moon, the Stars and the Setting Sun
- 1999 - Listen

Con Eric Marienthal
- 1988 - Voices of the Heart
- 1989 - Round Trip
- 1990 - Crossroads
- 1991 - Oasis
- 1993 - One Touch
- 2015 - Bridges Con Chuck Loeb

Con Danilo Pérez
- 1998 - Central Avenue
- 2000 - Motherland
- 2003 - ...Till Then

Con Lee Ritenour
- 1990 - Stolen Moments
- 1992 - Wes Bound
- 2005 - World of Brazil
- 2006 - Smoke 'N' Mirrors

Con Wayne Shorter
- 1986 - Phantom Navigator
- 2003 - Alegría
- 2005 - Beyond the Sound Barrier
- 2013 - Without a Net

Con Edward Simon
- 2003 - The Process
- 2006 - Unicity
- 2009 - Poesia
- 2013 - Trio Live in New York at Jazz Standard

Partecipazioni
- 1985 - Vocalese, The Manhattan Transfer
- 1987 - Present for the Future, Frank Gambale
- 1988 - This Is for You, Emiel Van Egdom
- 1989 - Sarabanda, Martin Taylor
- 1989 - Ten Degrees North, Dave Samuels
- 1989 - Transverse City, Warren Zevon
- 1990 - Mark Isham, Mark Isham
- 1990 - Nepenthe, Eddie Daniels
- 1991 - Never Let Me Go, Toni Tennille
- 1991 - Pleasure Seekers, Andy LaVerne
- 1991 - The Promise, Wolfgang Muthspiel
- 1991 - Unforgettable: With Love, Natalie Cole
- 1991 - Keep This Love Alive, Tom Scott
- 1992 - Born Again, Tom Scott
- 1992 - Amused to Death, Roger Waters
- 1992 - Images, Gonzalo Rubalcaba
- 1992 - Just Ahead, Pat Coil
- 1992 - Playroom, Kei Akagi
- 1993 - A Change of Heart, John Beasley
- 1993 - Along the Amazon, Charlie Bisharat
- 1993 - Three Graces, Jeff Beal
- 1994 - Vinnie Colaiuta, Vinnie Colaiuta
- 1996 - Always a Beginning, Sergio Salvatore
- 1996 - Blue Condition, Bobby Caldwell
- 1996 - Swingin , Arturo Sandoval
- 1997 - Departure, Gary Burton
- 1997 - Echoes of Jilly's, Monty Alexander
- 1997 - Give and Take, Mike Stern
- 1997 - Long Road Home, Lynne Arriale
- 1997 - Maynard Ferguson Presents Christian Jacob, Christian Jacob
- 1998 - Behind Closed Doors Vol. 1, Peter Erskine
- 1998 - Calima, Gerardo Núñez
- 1998 - Trio, Hélio Alves
- 1998 - Wigged Out, Randy Waldman
- 1998 - Pink Elephant Magic, Joanne Brackeen
- 1999 - All Business, Nick Brignola
- 1999 - Bonetown, Michael Davis
- 2000 - Celebrating the Music of Weather Report, Jason Miles
- 2000 - Eye Contact, Jay Beckenstein
- 2000 - For Our Friend, Rich Franks
- 2000 - Joey Calderazzo, Joey Calderazzo
- 2000 - Mystique, Dave Eshelman
- 2000 - Past Tense, Jay Azzolina
- 2001 - For Hamp, Red, Bags, and Cal, Gary Burton
- 2001 - UnReel, Randy Waldman
- 2002 - Man of Many Colors, Walt Weiskopf
- 2003 - Someday My Prince Will Come, Les Czimber
- 2003 - Threeo, Paolo Di Sabatino
- 2004 - Change of Season, Tim Garland
- 2004 - Forma Nueva, Manuel Valera
- 2004 - Sketches of Broadway, Janis Siegel
- 2005 - Possibilities, Herbie Hancock
- 2005 - Timeless, Don Friedman
- 2006 - Remember: A Tribute to Wes Montgomery, Pat Martino
- 2006 - Wish List, Mike Holober
- 2006 - The Green Field, Steve Khan
- 2007 - Borrowed Time, Steve Khan
- 2007 - Night Songs, Ferenc Nemeth
- 2007 - Pilgrimage, Michael Brecker
- 2008v The Rolling Stones Project, Tim Ries
- 2008 - The Sligo Indians, Tony DeMarco
- 2009 - Music We Are, Jack DeJohnette
- 2009 - Sight, Adam Rogers
- 2010 - Live at Birdland, Enrico Pieranunzi
- 2010 - México Azul, Magos Herrera
- 2010 - Six String Evolution, Andreas Öberg
- 2011 - The Gate, Kurt Elling
- 2013 - Hydra, Ben Monder
- 2014 - Three Times Three, Antonio Sánchez
- 2015 - Yesterday I Had the Blues, José James
- 2016 - Day Breaks, Norah Jones